# Битка при Олтеница
Битката при Олтеница се провежда на 4 ноември 1853 г. и е част от Кримската война. В тази битка турската армия под командването на Омар паша побеждава руските сили.